# Big Lake (Texas)
Big Lake es una ciudad ubicada en el condado de Reagan en el estado estadounidense de Texas. En el Censo de 2010 tenía una población de 2.936 habitantes y una densidad poblacional de 840,95 personas por km².

## Geografía
Big Lake se encuentra ubicada en las coordenadas 31°11′36″N 101°27′28″O / 31.19333, -101.45778. Según la Oficina del Censo de los Estados Unidos, Big Lake tiene una superficie total de 3.49 km², de la cual 3.49 km² corresponden a tierra firme y (0%) 0 km² es agua.

## Demografía
Según el censo de 2010, había 2.936 personas residiendo en Big Lake. La densidad de población era de 840,95 hab./km². De los 2.936 habitantes, Big Lake estaba compuesto por el 76.74% blancos, el 2.18% eran afroamericanos, el 0.61% eran amerindios, el 0.2% eran asiáticos, el 0% eran isleños del Pacífico, el 18.39% eran de otras razas y el 1.87% pertenecían a dos o más razas. Del total de la población el 62.36% eran hispanos o latinos de cualquier raza.